# PGC 2060613
LEDA/PGC 2060613 ist eine Radiogalaxie im Sternbild Bärenhüter am Nordsternhimmel. Sie ist schätzungsweise 2,6 Milliarden Lichtjahre von der Milchstraße entfernt und hat einen Durchmesser von etwa 210.000 Lichtjahren.
Im selben Himmelsareal befinden sich die Galaxien NGC 5579, NGC 5590, PGC 51296, PGC 2061364.